# Tephritis cassiniae
Tephritis cassiniae är en tvåvingeart som beskrevs av Malloch 1931. Tephritis cassiniae ingår i släktet Tephritis och familjen borrflugor. Inga underarter finns listade i Catalogue of Life.